# 价格水平
总体价格水平（英語：general price level）是在给定的时间间隔（通常为一天）内，某个经济体或货币联盟中某组商品和服务（消费者篮子）的总体价格的假设度量。它相对于某些基本集合进行了标准化。通常，一般价格水平与每日价格指数（通常为每日CPI）近似。恶性通货膨胀期间，每日总价格水平可能会改变多次。

## 理論基礎
古典派的二分法是这样一种假设，即总的价格上涨或下跌与基本的“名义”经济变量之间存在相对清晰的区分。 因此，如果价格整体上升或下降，则可以假定此变化可以分解为以下形式：
給定集合 {\displaystyle C} 代表商品和服務， {\displaystyle C} 在 {\displaystyle t} 時間的交易的價值量為
{\displaystyle \sum _{c\,\in \,C}(p_{c,t}\cdot q_{c,t})=\sum _{c\,\in \,C}[(P_{t}\cdot p'_{c,t})\cdot q_{c,t}]=P_{t}\cdot \sum _{c\,\in \,C}(p'_{c,t}\cdot q_{c,t})}
此時
{\displaystyle q_{c,t}\,} 代表在 {\displaystyle t} 時間的 {\displaystyle c} 的數量
{\displaystyle p_{c,t}\,} 代表在 {\displaystyle t} 時間的 {\displaystyle c} 的普遍價格
{\displaystyle p'_{c,t}} 代表在 {\displaystyle t} 時間的 {\displaystyle c} 的“真實”價格
{\displaystyle P_{t}} 代表在 {\displaystyle t} 時間的价格水平
总体价格水平（level）与价格指数（index）的区别在于，前者的存在取决于古典派的二分法；而后者仅是一种運算，不管它们是否有意义，这样的計算都是可能的。

## 重要性
如果可以区分总体价格水平的组成部分，则有可能衡量两个区域或区间之间的总体价格差异。 例如，通货膨胀率可以测量为：
{\displaystyle {\frac {(P_{t_{1}}-P_{t_{0}})/P_{t_{0}}}{t_{1}-t_{0}}}}
“真實”的經濟增長或萎縮可以通過平減GDP或其他方式與價格變化區分開：
{\displaystyle {\frac {(GDP)_{t_{1}}}{P_{t_{1}}}}-{\frac {(GDP)_{t_{0}}}{P_{t_{0}}}}}